# Kingswinford
Kingswinford – osada w Anglii, w hrabstwie West Midlands. Leży 5,7 km od miasta Dudley, 18,2 km od miasta Birmingham i 179,8 km od Londynu. W 2015 miejscowość liczyła 50 442 mieszkańców. Kingswinford jest wspomniana w Domesday Book (1086) jako Suinesford.